# Мардашова Тетяна Іванівна
Тетяна Іванівна Мардашова (5 лютого 1942 — 22 липня 2021) — радянський і український тренер з легкої атлетики; Заслужений тренер УРСР.

## Біографія
Народилася 5 лютого 1942 року в одному із сіл Ярославської області. Батько загинув на фронті німецько-радянської війни, мати працювала поштовим працівником.
Ще в школі, у восьмому класі, Тетяну помітили і запросили займатися в дитячо-юнацькій спортивній школі стрибками в довжину. Після закінчення школи спортсменка вступила до Смоленського державного інституту фізичної культури. У 1952 році за розподілом вона приїхала в Ізмаїл. Працювала інструктором і тренером з легкої атлетики в добровільних спортивних товариствах «Спартак» і «Авангард», а також у дитячо-юнацьких спортивних школах міського відділу освіти та Дунайського пароплавства.
Займалася з дітьми, готуючи їх зі стрибків у довжину. Серед її вихованців: Галина Чистякова — Заслужений майстер спорту СРСР, рекордсменка світу зі стрибків у довжину, призерка Олімпійських ігор 1988 року, призерка чемпіонатів і кубків світу; Олена Говорова — майстер спорту міжнародного класу, призерка чемпіонату світу серед юніорів 1992 року, призерка Олімпійських ігор зі стрибків у довжину; Тетяна Обухова — володарка четвертого результату у потрійному стрибку на чемпіонаті Європи 1997 року, член збірної країни з легкої атлетики.
Тетяна Мардашова продовжує працювати тренером ДЮСШ міського спорткомітету Ізмаїла. А її молоді вихованці — Євген Комаров і Андрій Станчев — беруть участь у всеукраїнських змаганнях різного рівня.
У 1997 році за заслуги перед містом Тетяна Мардашова була удостоєна звання «Почесний громадянин міста Ізмаїла»".